# 薩德基 (霍洛溫市鎮)
50°53′34″N 26°19′50″E / 50.89278°N 26.33056°E
薩德基（羅馬化：Sadky）是烏克蘭西部里夫內州里夫內區霍洛溫市鎮的村莊。該村始建於1972年，面積0.88平方公里，海拔高度180米，2001年人口226，人口密度每平方公里256.8人。